# Шкирёв, Фёдор Александрович
 Фёдор Алекса́ндрович Шкирёв  (20 февраля (5 марта) 1915, Конновка, Нижегородская губерния — 20 марта 1989) — командир отделения миномётной роты 1281-го стрелкового полка (60-я стрелковая дивизия, 47-я армия, 1-й Белорусский фронт). Герой Советского Союза.

## Биография
Родился 20 февраля (5 марта) 1915 года в деревне Конновка Ляписской волости Нижегородского уезда Нижегородской губернии в крестьянской семье. Окончил начальную школу. Работал кузнецом в колхозе «Ворошиловец». В июне 1941 года Работкинским РВК Горьковской области призван в ряды Красной армии.

#### Великая Отечественная война
С 28 июня 1941 года воевал на Западном, Центральном, 1-м Белорусском фронтах.
Командир отделения роты младший сержант Шкирёв отличился в январе 1945 года во время Варшавско-Познанской и Висло-Одерской операций. В боях за населённые пункты Крубин, Окунин расчётом Шкирёва был подавлен огонь трёх станковых пулемётов и одной противотанковой пушки, уничтожено до 40 гитлеровцев. При форсировании реки Висла Шкирёв со своим расчётом первым переправился на противоположный берег и огнём своих миномётов уничтожил контратакующего противника, уничтожив два пулемёта с расчётом и до 30 немецких солдат. В этом бою, заменив вышедшего из строя командира взвода, умело управлял огнём своего миномётного взвода, успешно отбил яростные контратаки противника, подавляя огневые точки и пехоту противника. Заняв плацдарм на западном берегу Вислы, расширяя его и отвлекая на себя огонь противника, Шкирёв тем самым способствовал стремительному форсированию реки основными силами пехоты.
Указом Президиума Верховного Совета СССР от 24 марта 1945 года за образцовое выполнение боевых заданий командования на фронте борьбы с немецкими захватчиками и проявленные при этом отвагу и геройство младшему сержанту Шкиреву Фёдору Александровичу присвоено звание Героя Советского Союза с вручением ордена Ленина и медали «Золотая Звезда».

#### Послевоенное время
19 июня 1945 года Герой Советского Союза старший сержант Ф. А. Шкирёв в составе почётного караула Московского гарнизона в сопровождении двух ассистентов (Героев Советского Союза — гвардии старшины И. П. Папышева и гвардии старшего сержанта П. С. Маштакова) встретил Знамя Победы на Центральном аэродроме имени Фрунзе в Москве. 24 июня 1945 года участвовал в историческом Параде Победы на Красной площади.
В ноябре 1945 года в звании старшины демобилизовался из армии. Вернувшись на родину, работал председателем колхоза «Будёновец», бригадиром комплексной бригады в совхозе «Толмачёвский». Последние годы жизни жил в городе Кстово.
Умер 20 марта 1989 года.

## Награды
- Медаль «Золотая Звезда» (24.03.1945)[2][4];
- орден Ленина (24.03.1945);
- орден Красного Знамени (1945);
- орден Отечественной войны I степени (11.03.1985)[5];
- орден Славы III степени (11.10.1944)[6];
- медаль «За отвагу» (22.06.1944)[7].